# Transgèn
Un transgèn és un gen o un material genètic que s'ha transferit de manera natural o per qualsevol de les moltes tècniques d'enginyeria genètica des d'un organisme a un altre.
En el seu ús més precís, el terme transgèn descriu un segment d'ADN que conté una seqüència de gens que ha estat aïllada d'un organisme i introduït en un organisme diferent. Aquest segment no natiu d'ADN pot retenir la capacitat de produir ARN o proteïna en l'organisme transgènic, o pot alterar la funció normal del codi genètic de l'organisme transgènic. En general, l'ADN és incorporat dins la línia germinal de l'organisme.
En un ús més laxe, transgèn pot descriure qualsevol seqüència d'ADN, sense prestar atenció sobre si conté una seqüència de gens que codifica o ha estat construïda artificialment, la qual s'ha introduït dins l'organisme o vector molecular on abans no s'hi trobava.
En termes pràctics, un transgèn pot ser o bé un segment complementari de cDNA el qual és una còpia de mRNA (ARN missatger), o el mateix gen que resideix en la seva regió original d'ADN genòmic.